# Stelio Montomoli
Die Stelio Montomoli, früher Aethalia, ist eine Fähre der Regional-Fährgesellschaft Toscana Regionale Marittima (TOREMAR). Sie wird seit ihrer Indienststellung auf der Fährverbindung zwischen Piombino in der Toskana und Portoferraio auf der Insel Elba im Toskanischen Archipel eingesetzt.

## Geschichte
Die Aethalia wurde im Januar 1991 fertiggestellt. Im Jahr 2012 wurde sie einer strukturellen Modernisierung unterzogen und mit dem neuen Logo der Toremar versehen. Im Oktober 2016 wurde das Schiff in Stelio Montomoli umbenannt, zu Ehren eines ehemaligen Präsidenten der Toremar. Teile der elbanischen Bevölkerung protestierten gegen die Umbenennung, da es seit mehreren Jahrzehnten Tradition war, dass eine der Inselfähren den Namen Aethalia trug. So fuhr von 1956 bis 1989 ein Vorgängerschiff ebenfalls unter diesem Namen.

## Technische Daten
Das Schiff wird von zwei Sechzehnzylinder-Dieselmotoren des Herstellers Grandi Motori Trieste (GMT) mit 5692 kW Leistung angetrieben.